# LAN Argentina
LATAM Argentina was een Argentijnse luchtvaartmaatschappij met thuisbasis in Buenos Aires. LATAM Argentina maakt onderdeel uit van de LATAM Airlines Group.

## Geschiedenis
LAN Argentina werd opgericht in 2005 door LAN Chile en twee Argentijnse advocaten.
Op 17 juni 2020 kondigde LATAM Argentina's moedermaatschappij LATAM Airlines Group aan dat het de activiteiten van de dochteronderneming zou staken, waarbij alle vliegtuigen werden teruggegeven aan de verhuurders en alle werknemers met onmiddellijke ingang werden ontslagen.

## Vloot
De vloot van LAN Argentina bestond in februari 2016 uit de volgende 15 toestellen.
- 2 Boeing 767-300ER
- 13 Airbus A320-200